# Giōrgos Saramantas
Giōrgos Saramantas (in greco Γιώργος Σαραμαντάς?; Pyrgos, 1º gennaio 1992) è un calciatore greco, difensore del Paniōnios.

## Carriera
Ha giocato nella prima divisione greca.